# 堤雄長
堤 雄長（つつみ たけなが、1870年12月29日〈明治3年11月8日〉- 1955年〈昭和30年〉4月11日）は、明治から昭和期の宮内官。政治家。華族。貴族院子爵議員。旧名・雄麿。

## 生涯
山城国京都で華族・堤功長の次男として生まれる。父の死去に伴い、1913年（大正2年）12月10日に子爵を襲爵した。
1894年（明治27年）東京美術学校日本画科を卒業。工手学校、京華中学校などで教師を務めた。1912年、祭官となる。以後、大喪使祭官、名誉掌典、青山御所祗候などを務めた。
1916年（大正5年）6月17日、貴族院子爵議員補欠選挙で当選し、研究会に所属して活動し、1925年（大正14年）7月9日まで2期在任した。
1940年（昭和15年）7月5日に隠居し、家督は長男・経長が継承した。

## 系譜
出典: 
- 父親：堤功長
- 妻：浜（柳原光愛五女）
  - 長男：経長（子爵、鉄道官僚）
  - 次男：秀雄（大原重明養子、離縁）
  - 三男：尹直（中村照養子〔離縁〕、土屋正直養子）
  - 次女：治子（はるこ、瀧清彦夫人）